# (31421) 1999 BZ
(31421) 1999 BZ est un astéroïde de la ceinture principale d'astéroïdes découvert en 1999.

## Description
(31421) 1999 BZ a été découvert le 17 janvier 1999 à la Station Catalina, un observatoire astronomique situé dans les Monts Santa Catalina à environ 29 kilomètres au nord-est de Tucson dans l'Arizona, par le projet Catalina Sky Survey.

### Caractéristiques orbitales
L'orbite de cet astéroïde est caractérisée par un demi-grand axe de 2,63 ua, un périhélie de 2,52 ua, une excentricité de 0,04 et une inclinaison de 22,89° par rapport à l'écliptique. Du fait de ces caractéristiques, à savoir un demi-grand axe compris entre 2 et 3,2 ua et un périhélie supérieur à 1,666 ua, il est classé, selon la JPL Small-Body Database, comme objet de la ceinture principale d'astéroïdes.

### Caractéristiques physiques
(31421) 1999 BZ a une magnitude absolue (H) de 13,4 et un albédo estimé à 0,175.